# Врагу не сдаётся наш гордый «Варяг»

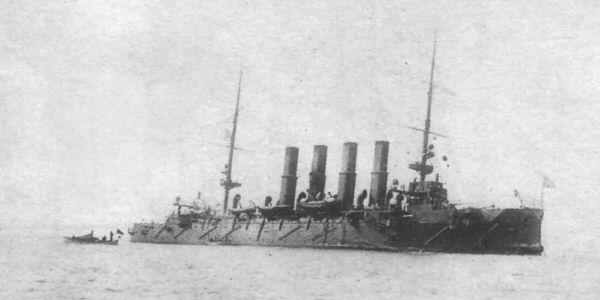
«Варяг» после боя

«Врагу не сдаётся наш гордый „Варяг“» (рус. дореф. Врагу не сдается нашъ гордый „Варягъ“; «Варяг») — песня на стихи австрийского поэта Рудольфа Грейнца (в переводе Е. М. Студенской), посвящённая подвигу крейсера «Варяг» и канонерской лодки «Кореец».

## Предыстория
Во время Русско-японской войны крейсер русского флота «Варяг» и канонерская лодка «Кореец» вступили в неравный бой против шести японских крейсеров и восьми миноносцев в районе бухты Чемульпо. После того как тяжело повреждённый «Варяг», потеряв возможность продолжать бой, вернулся в гавань, он был затоплен собственной командой, а канонерская лодка была взорвана.

## История песни
После подвига экипажа крейсера «Варяг» австрийский писатель и поэт Рудольф Грейнц написал стихотворение «Der „Warjag“», посвящённое этому событию. Оно было опубликовано в десятом номере немецкого журнала «Югенд». В апреле 1904 года Н. К. Мельников и Е. М. Студенская опубликовали переводы этого стихотворения, причём у каждого из них был свой вариант. Перевод Е. Студенской русским обществом был признан более удачным. И вскоре музыкант 12-го гренадерского Астраханского полка А. С. Турищев, принимавший участие в торжественной встрече героев «Варяга» и «Корейца», положил эти стихи на музыку. Впервые песня была исполнена на торжественном приёме, устроенном императором Николаем II в честь офицеров и матросов «Варяга» и «Корейца».
Известный в настоящее время мотив — смешанного происхождения; наиболее распространённая версия, что он является результатом взаимодействия, по крайней мере, четырёх мелодий: А. Б. Виленского (его мелодекламация опубликована в марте 1904), И. Н. Яковлева, И. М. Корносевича и А. С. Турищева.
Песня стала очень популярна в России. Особенно её любили военные моряки. В годы Первой мировой войны из песни был удалён третий куплет, так как японцы в этой войне были уже союзниками.
В современной песенной практике песня обычно называется просто «Варяг»: так она озаглавлена и в популярных песенниках, и в аудиоальбомах конца XX века (см., например, CD «Митьковские песни. Материалы к альбому», 1996). А песня, которая раньше называлась «Варяг» или «Гибель „Варяга“», теперь чаще именуется по первым строчкам: «Плещут холодные волны…».
Замалчивание авторства Грейнца началось, вероятнее всего, с вступлением России в Первую мировую войну и ростом в связи с этим антинемецких настроений в обществе.

## Памятные исполнения
- 29 октября 1955 года в Севастопольской бухте взорвался и перевернулся линкор «Новороссийск», погребя сотни моряков. Вспоминает ветеран Вооружённых Сил СССР, офицер в отставке М. Пашкин: «Внизу, в бронированной утробе линкора, замурованные и обреченные на смерть моряки пели, они пели „Варяга“. На днище это не было слышно, но, приблизившись к динамику, можно было разобрать чуть слышные звуки песни. Это было ошеломляющее впечатление, такого состояния я никогда не испытывал. Никто не замечал слез, все смотрели вниз на днище, как бы стараясь увидеть поющих внизу моряков. Все стояли без головных уборов, слов не было».
- 25 февраля 1977 года во время пожара в гостинице «Россия» посетители ресторана, отрезанные огнём, пели хором песню «Варяг». Комментаторы западных СМИ в репортажах о пожаре ошибочно говорили об исполнении «Интернационала»[2].
- 7 апреля 1989 года подводная лодка К-278 «Комсомолец» затонула вследствие пожара на борту после 6-часовой борьбы экипажа за плавучесть судна. Моряки, находящиеся в ледяной воде Норвежского моря, прощались со своим командиром и кораблём, исполнив песню «Варяг»[3].

## Песня
| Русский текст Студенской | Оригинальный текст Грейнца | Дословный перевод Н. Заиченко |
| --- | --- | --- |
| Наверх, о товарищи, все по местам! Последний парад наступает! Врагу не сдается наш гордый «Варяг», Пощады никто не желает!            | Auf Deck, Kameraden, all' auf Deck! Heraus zur letzten Parade! Der stolze Warjag ergibt sich nicht, Wir brauchen keine Gnade!                        | На палубу, товарищи, все на палубу! Наверх для последнего парада! Гордый «Варяг» не сдаётся, Нам не нужна пощада!                                                     |
| Все вымпелы вьются, и цепи гремят, Наверх якоря поднимая. Готовятся к бою орудия в ряд, На солнце зловеще сверкая.                    | An den Masten die bunten Wimpel empor, Die klirrenden Anker gelichtet, In stürmischer Eil' zum Gefechte klar Die blanken Geschütze gerichtet!        | На мачтах пёстрые вымпелы кверху, Звенящие якоря подняты, В бурной спешке к бою готовы Блестящие орудия!                                                              |
| Из пристани верной мы в битву идем, Навстречу грозящей нам смерти, За Родину в море открытом умрем, Где ждут желтолицые черти!        | Aus dem sichern Hafen hinaus in die See, Fürs Vaterland zu sterben Dort lauern die gelben Teufel auf uns Und speien Tod und Verderben!               | Из надёжной гавани — в море За Отечество умереть. Там подстерегают жёлтые черти нас И извергают смерть и разрушения!                                                  |
| Свистит, и гремит, и грохочет кругом Гром пушек, шипенье снаряда, И стал наш бесстрашный, наш верный «Варяг» Подобьем кромешного ада! | Es dröhnt und kracht und donnert und zischt, Da trifft es uns zur Stelle; Es ward der Warjag, das treue Schiff, Zu einer brennenden Hölle!           | Гремит и грохочет, и громыхает, и шипит. Тут нас поражает на месте; Стал «Варяг», верный корабль, Горящим адом!                                                       |
| В предсмертных мученьях трепещут тела, Вкруг грохот, и дым, и стенанья, И судно охвачено морем огня, - Настала минута прощанья.       | Rings zuckende Leiber und grauser Tod, Ein Ächzen, Röcheln und Stöhnen — Die Flammen flattern um unser Schiff Wie feuriger Rosse Mähnen!             | Вокруг судорожно дёргающиеся тела и страшная смерть, Кряхтенье, хрипы умирающих и стенания. Языки пламени развеваются вокруг нашего корабля Как гривы огненных коней! |
| Прощайте, товарищи! С Богом, ура! Кипящее море под нами! Не думали мы ещё с вами вчера, Что нынче умрём под волнами!                  | Lebt wohl, Kameraden, lebt wohl, hurra! Hinab in die gurgelnde Tiefe! Wer hätte es gestern noch gedacht, Dass er heut' schon da drunten schliefe!    | Прощайте, товарищи, прощайте, ура! Вниз в клокочущую пучину! Кто бы ещё вчера подумал, Что уже сегодня он там внизу уснёт!                                            |
| Не скажут ни камень, ни крест, где легли Во славу мы русского флага, Лишь волны морские прославят вовек Геройскую гибель «Варяга»!    | Kein Zeichen, kein Kreuz wird, wo wir ruh’n Fern von der Heimat, melden — Doch das Meer das rauschet auf ewig von uns, Von Warjag und seinen Helden! | Ни знак, ни крест не укажет, Где мы покоимся вдали от Родины, Однако море вечно будет рокотать о нас, О «Варяге» и его героях.                                        |